# Marathon Rotterdam 2008

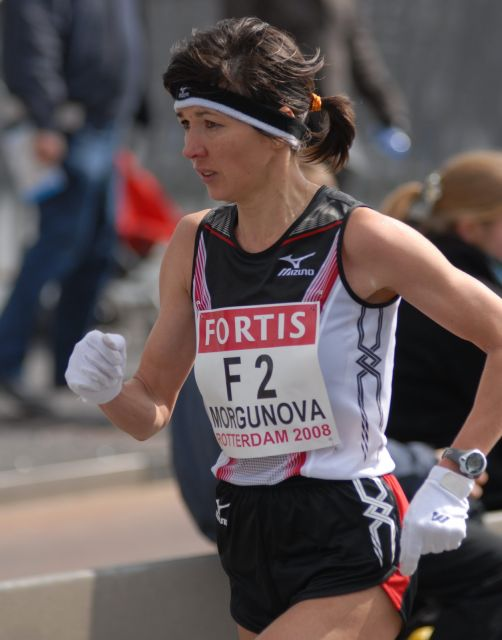
Ljoebov Morgoenova op weg naar haar overwinning bij de vrouwen.

De Fortis Marathon Rotterdam 2008 werd gelopen op zondag 13 april. Het was de 28ste editie van deze marathon.
De wedstrijd werd bij de mannen gewonnen door de Keniaan William Kipsang en bij de vrouwen door de Russische Ljoebov Morgoenova. Lee Towers zong vanuit een hoogwerker het nummer You'll Never Walk Alone.
William Kipsang verbeterde met 2:05.49 het parcoursrecord, dat in handen was van Felix Limo (2:06.14). Met die tijd was Kipsang een fractie langzamer dan zijn landgenoot Martin Lel. Die won de concurrerende marathon van Londen in de stromende regen in een tijd van 2:05.16. De Keniaan maakte zich rond het 32 kilometerpunt los van de kopgroep en bouwde zijn voorsprong vervolgens gestaag uit. Achter Kipsang werden zijn landgenoten Daniel Rono en Charles Kamathi tweede en derde. In 2007 eindigde Kipsang nog als derde in Rotterdam. De winnaar van vorig jaar Joshua Chelanga had een slechte dag, liet de kopgroep rond het 10 kilometerpunt gaan en moest later zelfs uitstappen.
Beste Nederlander was Koen Raymaekers, die met 2:15.06 ruim boven de olympische limiet en 2 minuten boven zijn eigen persoonlijke record bleef. Volgens eigen zeggen: "Tot aan 35 km ging het heel goed, maar in het begin heb ik niet goed kunnen drinken en dat brak me op. Ik zat tegen kramp aan". Ook de andere Nederlander, Luc Krotwaar, wist zich met 2:16.32 niet te plaatsen voor de Olympische Spelen van Peking dit jaar. Na afloop meldde hij: "Ik kreeg het na 12 km al moeilijk, ik ben blij dat ik 'm uitgelopen heb."
De 28ste editie van de Rotterdam Marathon ging om 11:00 uur van start. Er deden bijna 12.000 deelnemers mee aan de tocht over 42,195 kilometer. Langs het parcours waren honderdduizenden bezoekers aanwezig. Ten opzichte van vorig jaar was het parcours gewijzigd, waardoor er in Rotterdam-Zuid in tegengestelde richting werd gelopen. Het doel van de wijziging was het parcours nog sneller te maken.
In totaal finishten 6840 marathonlopers, waarvan 5726 mannen en 1114 vrouwen.

## Uitslagen

### Mannen
| rang   | naam                   | land | tijd      |
| ------ | ---------------------- | ---- | --------- |
| Goud   | William Kipsang        | KEN  | 2:05.49,0 |
| Zilver | Daniel Rono            | KEN  | 2:06.57,9 |
| Brons  | Charles Kamathi        | KEN  | 2:07.32,9 |
| 4      | Richard Limo           | KEN  | 2:08.42,4 |
| 5      | Paul Kirui             | KEN  | 2:09.45,7 |
| 6      | Tom Van Hooste         | BEL  | 2:10.37,2 |
| 7      | Daniel Yego            | KEN  | 2:10.40,4 |
| 8      | Benjamin Maiyo         | KEN  | 2:10.43,8 |
| 9      | Janne Holmén           | FIN  | 2:10.46,0 |
| 10     | Driss El Himer         | FRA  | 2:12.07,7 |
| 11     | Ignacio Caceres        | ESP  | 2:12.43,5 |
| 12     | Jose Telles            | BRA  | 2:13.08,8 |
| 13     | Justin Young           | USA  | 2:13.53,6 |
| 14     | Koen Raymaekers        | NED  | 2:15.06,4 |
| 15     | George Majaji          | ZIM  | 2:15.12,1 |
| 16     | Dylan Wykes            | CAN  | 2:15.15,2 |
| 17     | Luc Krotwaar           | NED  | 2:16.32,2 |
| 18     | Youssef Othman         | QAT  | 2:17.16,0 |
| 19     | Juan-Carlos Cardona    | COL  | 2:17.42,8 |
| 20     | Georgios Karavidas     | GRE  | 2:18.29,8 |
| 21     | Martin Lauret          | NED  | 2:19.08,2 |
| 22     | Diego-Alberto Colorado | COL  | 2:19.21,6 |
| 23     | Mauricio Diaz          | CHI  | 2:19.52,4 |
| 24     | Goran Stolijkovic      | MNE  | 2:20.10,9 |
| 25     | Alfredo Arevalo        | GUA  | 2:20.25,9 |

### Vrouwen
| rang   | naam                  | land | tijd      |
| ------ | --------------------- | ---- | --------- |
| Goud   | Ljoebov Morgoenova    | RUS  | 2:25.11,5 |
| Zilver | Adanech Zekiros       | ETH  | 2:27.31,3 |
| Brons  | Alessandra Aguilar    | ESP  | 2:29.02,8 |
| 4      | Alice Chelangat       | KEN  | 2:30.17,4 |
| 5      | Ines Monteiro         | POR  | 2:30.35,6 |
| 6      | Yesenia Centeno       | ESP  | 2:33.00,9 |
| 7      | Viktoriya Trushenko   | RUS  | 2:33.49,9 |
| 8      | Shiru Deriba          | ETH  | 2:37.11,0 |
| 9      | Pauline Curley        | IRL  | 2:39.04,6 |
| 10     | Bertha Sanchez        | COL  | 2:39.11,1 |
| 11     | Anna Thompson         | AUS  | 2:39.14,2 |
| 12     | Yolanda Fernandez     | COL  | 2:39.20,1 |
| 13     | Charné Bosman         | RSA  | 2:39.50,6 |
| 14     | Nathalie Vasseur      | FRA  | 2:40.38,2 |
| 15     | Estela Navascues      | ESP  | 2:44.31,2 |
| 16     | Rebecca Moore         | NZL  | 2:45.16,4 |
| 17     | Niamh Devlin          | IRL  | 2:45.37,8 |
| 18     | Magdalini Karimali    | GRE  | 2:45.55,8 |
| 19     | Karen Natoli          | AUS  | 2:45.58,5 |
| 20     | Tessa Burrell         | RSA  | 2:48.05,7 |
| 21     | Marina Gurbina        | KAZ  | 2:48.48,7 |
| 22     | Ruby-Milena Riativa   | COL  | 2:51.15,4 |
| 23     | Estela-Maria Martinez | ARG  | 2:53.39,5 |
| 24     | Beatrice Egger        | SUI  | 2:54.54   |
| 25     | Minna Kainlauri       | FIN  | 2:56.33,6 |

1981 ·
1982 ·
1983 ·
1984 ·
1985 ·
1986 ·
1987 ·
1988 ·
1989 ·
1990 ·
1991 ·
1992 ·
1993 ·
1994 ·
1995 ·
1996 ·
1997 ·
1998 ·
1999 ·
2000 ·
2001 ·
2002 ·
2003 ·
2004 ·
2005 ·
2006 ·
2007 ·
2008 ·
2009 ·
2010 ·
2011 ·
2012 ·
2013 ·
2014 ·
2015 ·
2016 ·
2017 ·
2018 ·
2019 ·
2020 ·
2021 ·
2022 ·
2023 ·
2024